# Amleto (Faccio)
Amleto è un'opera in 4 atti di Franco Faccio, su libretto di Arrigo Boito, rappresentata al Teatro Carlo Felice di Genova il 30 maggio 1865.

## Circolazione dell'opera
Dopo lunghi rimaneggiamenti e modifiche sia alla partitura che al libretto, il 9 febbraio del 1871 venne ripresa al Teatro alla Scala di Milano ma non venne più rappresentata dopo la prima recita a seguito dell'indisposizione del tenore titolare del ruolo, Tiberini, il quale aveva già fatto slittare di due settimane il debutto dell'opera. Sebbene allora l'insuccesso fosse dovuto alla performance del tenore che al valore dell'opera, Faccio decise di ritirare la partitura e di non farla più rappresentare nonostante le preghiere di Boito e della compagna Romilda Pantaleoni.
 Dopo 143 anni di assenza dalle scene teatrali, l'opera torna in scena ad Albuquerque, nell'autunno del 2014, grazie al lavoro per l'edizione critica dell'opera iniziato nel 2003 dal Maestro Anthony Barrese. Nella primavera del 2016 è a Wilmington e nell'estate dello stesso anno debutta al Festival di Bregenz. Lo spettacolo di Bregenz viene ripreso due anni dopo a Chemnitz con cast e direttore diversi. 
 La prima rappresentazione italiana in tempi moderni avviene nell'autunno 2023 al Teatro Filarmonico di Verona, città natale del compositore.

## Il libretto
Il libretto di Arrigo Boito riassume tutti i principi della scapigliatura (corrente alla quale ha aderito molto attivamente). Molto intenso e cupo lascia un grande spazio al tema della "follia" di Amleto e Ofelia. Per Faccio si tratta della sua seconda e ultima opera che seppe musicare con grande originalità e innovazione. 
Secondo Raffaello De Rensis, 

## Cast della prima assoluta
| Ruolo          | Vocalità     | Interpreti della prima 30 marzo 1865 (direttore Angelo Mariani) | Interpreti della seconda versione Carnevale 1871 (direttore Eugenio Terziani) |
| -------------- | ------------ | --------------------------------------------------------------- | ----------------------------------------------------------------------------- |
| Amleto         | tenore       | Mario Tiberini                                                  | Mario Tiberini                                                                |
| Claudio        | baritono     | Antonio Cotogni                                                 | Zenone Bertolasi                                                              |
| Polonio        | basso        | Cesare Sonino                                                   | Angelo De Giuli                                                               |
| Orazio         | basso        | Antonio Furlani                                                 | Augusto Gabrielli                                                             |
| Marcello       | basso        | Alessandro Romanelli                                            | Fausto Mola                                                                   |
| Laerte         | tenore       | Napoleone Sinigaglia                                            | Luigi Manfredi                                                                |
| Ofelia         | soprano      | Angelina Ortolani                                               | Virginia Pozzi Branzanti                                                      |
| Geltrude       | mezzosoprano | Elena Corani                                                    | Marietta Bulli Paoli                                                          |
| Lo Spettro     | basso        | Eraclito Bagaggiolo                                             | Raffaele D'Ottavi                                                             |
| Un sacerdote   | basso        | ?                                                               | Angelo De Giuli                                                               |
| Primo becchino | basso        | Eraclito Bagaggiolo                                             | Raffaele D'Ottavi                                                             |
| L'Attrice      | soprano      | Angelina Borotti                                                | ?                                                                             |
| L'Attore       | tenore       | Napoleone Sinigaglia                                            | ?                                                                             |
| Luciano        | basso        | Alessandro Romanelli                                            | ?                                                                             |

## Trama dell'opera

### Atto primo
Gran sala reale nel castello di Elsinora
È la festa dell'incoronazione. Il nuovo re e la corte festeggiano a banchetto e a ogni tazza che il re vuota scoppiano gli evviva della reggia. Amleto, però, appare introverso e assolutamente contrariato nei confronti di questi festeggiamenti a un solo mese dalla morte del padre in circostanze alquanto misteriose. Tutti si preoccupano della mestizia che avvolge la sua figura e la regina la spiega secondo un pensiero che spesso lo tormenta: "È fato comune che al mondo ciò che ha vita è dannato a perir". Ofelia, palesemente innamorata del principe, lo invita a non pensare alla tristezza e a credere nell'amore (Dubita pur che brillino). Anche il re cerca di distoglierlo da questi pensieri e propone un brindisi in onore dei defunti. Quando la festa sta per volgere al termine gli si accostano Orazio, suo ex-compagno di università, e Marcello, una guardia, che gli riferiscono alquanto spaventati di aver veduto il fantasma del defunto re e lo pregano di venire lui stesso a vedere il fenomeno soprannaturale.
Esterno del castello d'Elsinora

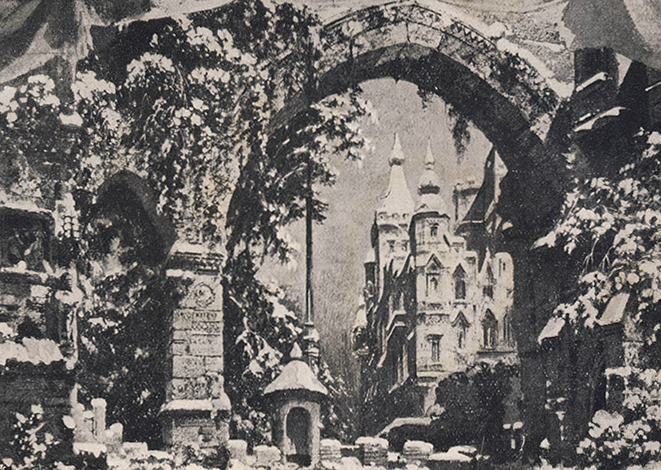
Riproduzione della scena seconda del primo atto nella prima rappresentazione dell'opera

Gli alberi e i culmini del castello biancheggiano di neve. Amleto, Orazio e Marcello, avvolti in lunghi mantelli, aspettano infreddoliti la comparsa dello spettro. Improvvisamente una bianca figura s'avanza e Amleto ravvisa in essa il defunto padre. L'apparizione ordina ad Amleto di far allontanare Marcello e Orazio, i quali si internano fra gli alberi.
Lo spirito rivela ad Amleto inorridito quale fu la causa della sua morte: mentre nel pomeriggio riposava tranquillamente come suo solito, il fratello, l'attuale re Claudio, gli si avvicinò di soppiatto e gli versò nell'orecchio il liquido contenuto in una fiala (Tu déi saper ch'io son l'anima lesa del morto padre tuo). La morte lo colse in poco tempo tra spasimi atroci. Scomparso lo spettro, Amleto promette a sé stesso di vendicare la morte del padre e fa giurare ai due compagni di non rivelare a nessuno quello che hanno visto.

### Atto secondo
Una sala del castello
Polonio, sicuro che la causa della pazzia di Amleto sia l'amore per Ofelia, propone al re di spiare un incontro tra i due per sincerarsene. Nel frattempo sopraggiunge Amleto, assorto in profondissima meditazione, che ragiona sulle sorti della vita (Essere o non essere! Ah se bastasse il rapido vibrar d'uno stiletto).
Ofelia gli si avvicina ma lui è scostante e la tratta con grande durezza, e questa si allontana pensierosa e dolente. Anche Polonio accorre e lo informa dell'arrivo di alcuni teatranti girovaghi, che si sarebbero esibiti nel castello.
La sala degli spettacoli
La tragedia sta per cominciare e Amleto si mostra allegro e alquanto ciarliero, soprattutto nei confronti di Ofelia (e questo rinforza i sospetti di Polonio).
Il dramma non si tratta d'altro che d'una "Trappola" (è proprio questo il titolo dello spettacolo) per il re. Infatti rappresenta l'assassinio del defunto re danese e nel momento in cui Luciano (il malvagio fratello del re) versa nell'orecchio del fratello un liquido, Claudio si alza spaventato e fa cessare la recita. Ora Amleto ha la certezza della colpevolezza dello zio.

### Atto Terzo
Un'alcova del castello

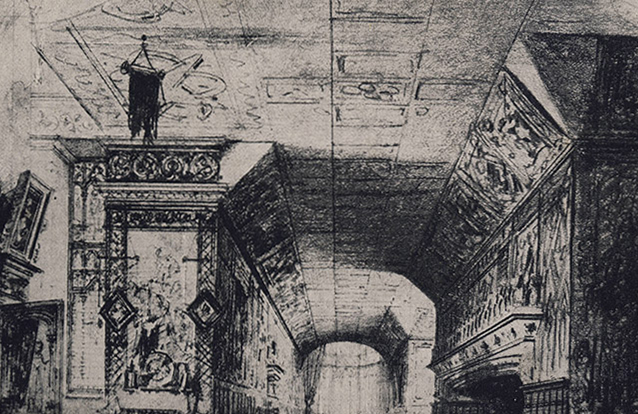
Bozzetto dell'atto terzo per la prima rappresentazione

Il re è preso dal rimorso e recita un "Padre Nostro" chiedendo pietà del suo delitto (O padre nostro ~ che sei nel cielo). Nel frattempo sopraggiunge Amleto armato di pugnale intento ad uccidere lo zio, ma preferisce rimandare il colpo per avere giusta vendetta. Polonio ancora una volta vuole provare l'amore di Amleto per sua figlia e allora si nasconde dietro un arazzo per ascoltare il dialogo con la madre. Ma Amleto in un raptus di follia aggredisce la madre, Polonio grida aiuto e il giovane principe lo trapassa attraverso l'arazzo, credendolo il re. Amleto accusa la madre di complicità in assassinio e adulterio e, mentre è colto da un attacco di risate isteriche, gli compare lo spettro del padre che gli rinnova il proposto di vendetta. Ma l'apparizione è invisibile alla madre, che si convince sempre di più della follia del figlio (Ah che alfine all'empio scherno).
Luogo romito nel parco d'Elsinora
La folla è inferocita e irrompe nel palazzo capeggiata da Laerte che ha saputo della morte del padre e ne chiede vendetta. Nel frattempo giunge anche Ofelia, visibilmente sconvolta, che intona un canto assolutamente senza senso (La bara involta d'un drappo nero). L'atto si conclude con la morte di Ofelia, che, al contrario della tragedia shakespeariana, viene rappresentata.

### Prima Versione (1865)
Un cimitero
Orazio e Amleto ascoltano il canto di un becchino (Oggi a me, domani a te) e scoprono il teschio del giullare Yorick che spesso portò sulle spalle Amleto. Nel frattempo s'avanza lentamente il funerale d'Ofelia e Laerte, nel vedere Amleto, gli si avventa furioso. I due litiganti vengono separati, e Claudio esorta Laerte ad attenersi al loro piano.
Sala d'armi
Un Araldo annuncia il duello pacificatore tra Amleto e Laerte, a cui presenzia il Re con la sua corte. Il duello è in realtà un tranello, visto che la spada di Laerte è priva di protezione ed avvelenata, così come la coppa destinata ad Amleto. Nel duello che ne segue, Laerte riesce a ferire Amleto, ma, in uno scontro, perde la spada e viene colpito dallo stesso principe: è allora che, certo della propria morte, svela ad Amleto il piano di Claudio. Il principe allora colpisce Claudio, che muore, poco dopo Gertrude, che aveva bevuto la coppa destinata al figlio. Compiuta la vendetta, ad Amleto non resta che aspettare la morte.

### Seconda Versione (1871)
Un cimitero
Orazio e Amleto ascoltano il canto di un becchino (Oggi a me, domani a te) e scoprono il teschio del giullare Yorick che spesso portò sulle spalle Amleto. Nel frattempo s'avanza lentamente il funerale d'Ofelia e Laerte, nel vedere Amleto, gli si avventa furioso, e scoppia un terribile duello, ma il principe danese, dopo aver disarmato Laerte, si avventa contro il re e lo trafigge nello sbalordimento generale vendicando il padre.

## Brani significativi
- Dubita pur che brillino (Ofelia)
- Ah se bastasse il rapido (Amleto)
- O padre nostro ~ che sei nel cielo (Claudio)
- Ah che alfine all'empio scherno (Gertrude)
- Ahimè! Chi piange? È il salice (Ofelia)
- Oggi a me, domani a te (Primo Becchino)

## Incisioni discografiche
| Anno | Cast (Amleto, Ofelia, Claudio, Geltrude)                         | Direttore       | Etichetta           |
| ---- | ---------------------------------------------------------------- | --------------- | ------------------- |
| 2014 | Alex Richardson, Abla Lynn Hamza, Shannon DeVine, Caroline Worra | Anthony Barrese | Opera Southwest     |
| 2016 | Pavel Černoch, Iulia Maria Dan, Claudio Sgura, Dshamilja Kaiser  | Paolo Carignani | Deutsche Grammophon |